# Mayer Szyndelman
Majer Szyndelman dit Mayer Szyndelman (né le 14 avril 1912 à Varsovie, Pologne et mort le 2 novembre 1997 à Paris 2e) est un juif français d'origine polonaise, déporté dans le premier convoi de la déportation des Juifs de France. Il survit à Auschwitz.

## Biographie
Majer Szyndelman est né le 14 avril 1912 à Varsovie en Pologne.

### Déportation
Majer Szyndelman est déporté par le convoi no 1, en date du 27 mars 1942 de Drancy/Compiègne vers Auschwitz. Il est âgé de 29 ans.

### Mort
Majer Szyndelman meurt le 2 novembre 1997 dans le 2e arrondissement de Paris.

## Documentaire
- Premier convoi, documentaire de Pierre-Oscar Lévy, Jacky Assoun et Suzette Bloch, 1992, 1h42min, avec Mayer Szyndelman, Ulrich Teitler, Georges Rueff, Zoltan Grunberger, Joseph Rubinsztein, Charles Gelbhart, Jacques Smaer, Bernard Pressman, Natan Darty, Simon Gutman, Emmanuel Mink, Simon Zajdow[3],[4].

## Pour approfondir